# A10 (Roemenië)
De A10 is een snelweg in Roemenië, die Turda verbindt met Sebes. De snelweg loopt langs Aiud en Alba Iulia. De  snelweg is in delen opgeleverd, het eerste deel tussen Turda en Aiud werd in 2016 geopend. Te totale snelweg is klaar 2021. De totale lengte van de snelweg is 70 kilometer. De kosten zijn voor 85% gedragen door de Europese Unie en 15% door de Roemeense overheid.
De weg is de verbinding tussen de A3 van Cluj-Napoca naar Turda en de A1 van Arad naar Sibiu.